# Monhystera frequens
Monhystera frequens är en rundmaskart. Monhystera frequens ingår i släktet Monhystera och familjen Monhysteridae. Inga underarter finns listade i Catalogue of Life.